# Dance Singles Sales
La Hot Dance Singles Sales (nota anche come Hot Dance/Electronic Singles Sales) è stata una speciale classifica del settimanale statunitense Billboard, che teneva conto delle vendite dei singoli di musica dance e dei remix.
Fondata nel 1985, la classifica ha chiuso i battenti nel 2013, quando è stata incorporata nella Hot Dance/Electronic Songs.